# Wilhelmus Floris Paulus Osse
Wilhelmus Floris Paulus Osse (Raalte, 28 april 1918 – 15 februari 1969) was een Nederlands politicus van de KVP.
Hij werd geboren als zoon van Wilhelmus Timotheus Johannes Gabriël Osse (1869-1945; notaris) en Elisabeth Maria Theresia Schilte (1886-1955). Hij bezocht de Rijks-HBS in Deventer en werd in 1937 volontair bij de gemeentesecretarie van Raalte. Osse promoveerde daar in 1948 tot commies. Hij was vervolgens vanaf oktober 1950 bijna zestien jaar de burgemeester van Schoonebeek. Daarnaast kwam hij tussentijds in 1963 in de Drentse Provinciale Staten waarmee hij in de voetsporen trad van zijn vader die in Overijssel Statenlid is geweest. In 1966 volgde W.F.P. Osse zijn partijgenoot J.B. Hemel op als gedeputeerde van Drenthe. Begin 1969 overleed Osse op 50-jarige leeftijd.